# José de Sousa Nunes
José de Sousa Nunes foi um engenheiro e ferroviário português.

## Biografia
Iniciou a sua carreira em 1919, como engenheiro praticante na Companhia dos Caminhos de Ferro Portugueses. Em 1927 foi promovido a chefe de serviço das Instalações Eléctricas na Divisão de Via e Obras, e em 1930 a engenheiro chefe de serviço da Conservação de Via e Obras. Pouco tempo depois, tornou-se chefe da Sala de Estudos, em 1942 passou a engenheiro subchefe, e em 1947 a engenheiro chefe da Divisão. Reformou-se no dia 1 de Dezembro de 1955, após 36 anos de serviço da Companhia.
Colaborou igualmente na organização do Pavilhão da Companhia na Exposição do Mundo Português, em 1940, tendo recebido um louvor por parte do Conselho de Administração. Em 1943 chefiou as obras de construção da Colónia de Férias da Praia das Maçãs, e em 1947 orientou a reparação dos estragos provocados por um descarrilamento na Estação Ferroviária de Vila Franca de Xira. Em 1948 liderou os trabalhos de restabelecimento da circulação ferroviária na Ponte de Santana, e no ano seguinte organizou um comboio especial, entre Queluz e Luso, onde viajou o General Franco.